# تل چشمه سلاطین
تل چشمه سلاطین در شهرستان اقلید، بخش مرکزی، روستای قدم آباد واقع شده و این اثر در تاریخ ۱۲ بهمن ۱۳۸۱ با شمارهٔ ثبت ۷۳۳۱ به‌عنوان یکی از آثار ملی ایران به ثبت رسیده است.